# Фрідріх Біддер
Фрідріх Біддер (нім. Georg Friedrich Karl Heinrich Bidder; 1810 — 1894) — балто-німецький фізіолог та анатом, професор і ректор Імператорського Дерптського університету, член-кореспондент (1857) і почесний член (1884) Петербурзької Академії наук.

## Біографія
Народився 9 листопада 1810 року в сім'ї керуючого маєтком Треппенгоф у Валкському повіті Ліфляндської губернії (нині село Трапене Смілтенського краю Латвії). Провчившись три роки в приватній школі в Ризі і закінчивши потім гімназію в Мітаві, протягом шести років навчався на медичному факультеті Дерптського університету. Здобувши в 1834 році в ньому ступінь доктора медицини, вивчав анатомію в Берлінському університеті у видатних німецьких анатомів Йоганна Мюллера та Фрідріха Хенле . Закінчивши академічний рік, повернувся до Дерптського університету, де отримав місце проректора і 1836 року — екстраординарного професора анатомії. В 1842 він став ординарним професором анатомії Дерптського університету, а в 1843 замінив на кафедрі фізіології та патології Альфреда Фолькмана.
З 1857 до 1864 року Біддер був ректором університету. 1869 року вийшов у відставку заслуженим професором. У 1879 році був удостоєний Петербурзькою академією наук золотої медалі Бера.
Біддер мав двох синів, один з яких став відомим акушером у Санкт-Петербурзі, а другий — лікарем загальної практики.
Помер вранці 22 серпня 1894 року в Юр'єві.
Ім'ям Біддера названо дві анатомічні структури:
- Ганглій Біддер: ганглій, розташований в нижній частині перегородки передсердя (іноді званий вентрикулярним ганглієм);
- Орган Біддера: сферичний, коричневого кольору, репродуктивний орган самців жаб.

Він дослідив та провів дослідження симпатичної нервової системи (разом з А.А. Фолькманом), а також спинного мозку (разом зі своїм учнем Карлом Купфером).

## Дослідження шлункового соку та метаболізму
Книга «Травні соки та обмін речовин» містить підсумки багаторічної, спільної з хіміком Карлом Шмідтом, роботи. На титульному аркуші книги написано німецькою мовою: «Die Verdauungssaefte und der Stoffwechsel. Eine physiologisch-chemische Untersuchung von Dr. F. Bidder та Dr. C. Schmidt Proffesoren in Dorpat. Mit fünf Tafeln graphischer Darstellungen. Mitau und Leipzig, GA Reyher`s Verlagsbuchhandlungen. 1852».